# シダレザクラ
シダレザクラ（枝垂桜、学名：Cerasus itosakura ‘Pendula’ Maxim（シノニム：Cerasus itosakura (Sieb.) Masam. & Suzuki f. itosakura ; Cerasus spachiana ‘itosakura‘；Cerasus spachiana ‘Pendula’ ; Prunus itosakura Sieb. ; Prunus pendula Maxim. ; Cerasus spachiana Lav. ex Otto）は、バラ科サクラ属の植物の一種で、広義では枝がやわらかく枝垂れるサクラの総称で、狭義では特定のエドヒガン系統の枝垂れ性の栽培品種。

## 広義のシダレザクラ
シダレザクラは広義では枝がやわらかく枝垂れるサクラの総称。野生種（species）のエドヒガンから生まれた栽培品種の狭義のシダレザクラ (Cerasus itosakura (もしくはspachiana)  ‘Pendula’）やベニシダレ（Cerasus itosakura (もしくはspachiana) ‘Pendula Rosea’）やヤエベニシダレ（Cerasus itosakura (もしくはspachiana) ‘Plena-rosea’）が有名である。他にはエドヒガンとマメザクラの交雑種の栽培品種のウジョウシダレ、エドヒガン系と他種との雑種と推定される栽培品種のカミヤマシダレザクラ、野生種のオオヤマザクラの下位分類の品種（form）のシダレオオヤマザクラ、野生種のカスミザクラの下位分類の品種のキリフリザクラがあるほか、野生種のヤマザクラから生まれた栽培品種、もしくはオオシマザクラ由来の栽培品種のサトザクラといわれるシダレヤマザクラ（センダイシダレ）などがある。枝が枝垂れるのはイチョウやカツラやクリやケヤキなどでも見られるが、その原因は突然変異により植物ホルモンのジベレリンが不足して枝の上側の組織が硬く形成できず、枝の張りが重力に耐えられなくなっているからと考えられている。枝垂れ性は遺伝的に潜性のため、シダレザクラの子であっても枝垂れない個体が生まれる場合がある。
- 狭義のシダレザクラ
- 同左
- ベニシダレ（三春滝桜の子孫樹）
- ベニシダレ（同左）
- ヤエベニシダレ
- 同左
- ウジョウシダレ
- 2020年に日本花の会より「極めて優秀[7]」な新品種として認定されたカミヤマシダレザクラの幼木

## 狭義のシダレザクラ
樹高は8 m以上に育つ高木、花は一重咲きの小輪で淡紅色、東京基準の花期は3月中旬である。枝垂れる以外の特徴はエドヒガンと同じで個体により変異がある。個体ごとに変異があるのは、シダレザクラには遺伝情報が違う複数のクローンがあるからであり、複数のクローンがある原因は、接ぎ木や挿し木のほかにも他の個体と交雑した種子でも増殖され、その後に各個体の形態が似ていたことから別々の栽培品種として区別されず、一つのシダレザクラという栽培品種として認識されたことによるものと考えられている。
既に平安時代には「しだり櫻」や「糸櫻」などが存在したことが当時の文献に記録されており、これは狭義のシダレザクラの祖先であったと考えられる。また、広義のシダレザクラであるカスミザクラの品種 (form)のキリフリザクラやオオヤマザクラの品種のシダレオオヤマザクラは野生での自生が確認されているが、狭義のシダレザクラには野生での自生木は発見されていない。さらに全国の狭義のシダレザクラには複数のクローンがあるとはいえそれぞれが遺伝的に近縁であり、日本各地に狭義のシダレザクラの古木が存在することから、狭義のシダレザクラは平安時代には既に種子により増殖されて栽培化されていて、それらの樹々が全国に広まったと考えられている。

## 広義のシダレザクラのギャラリー

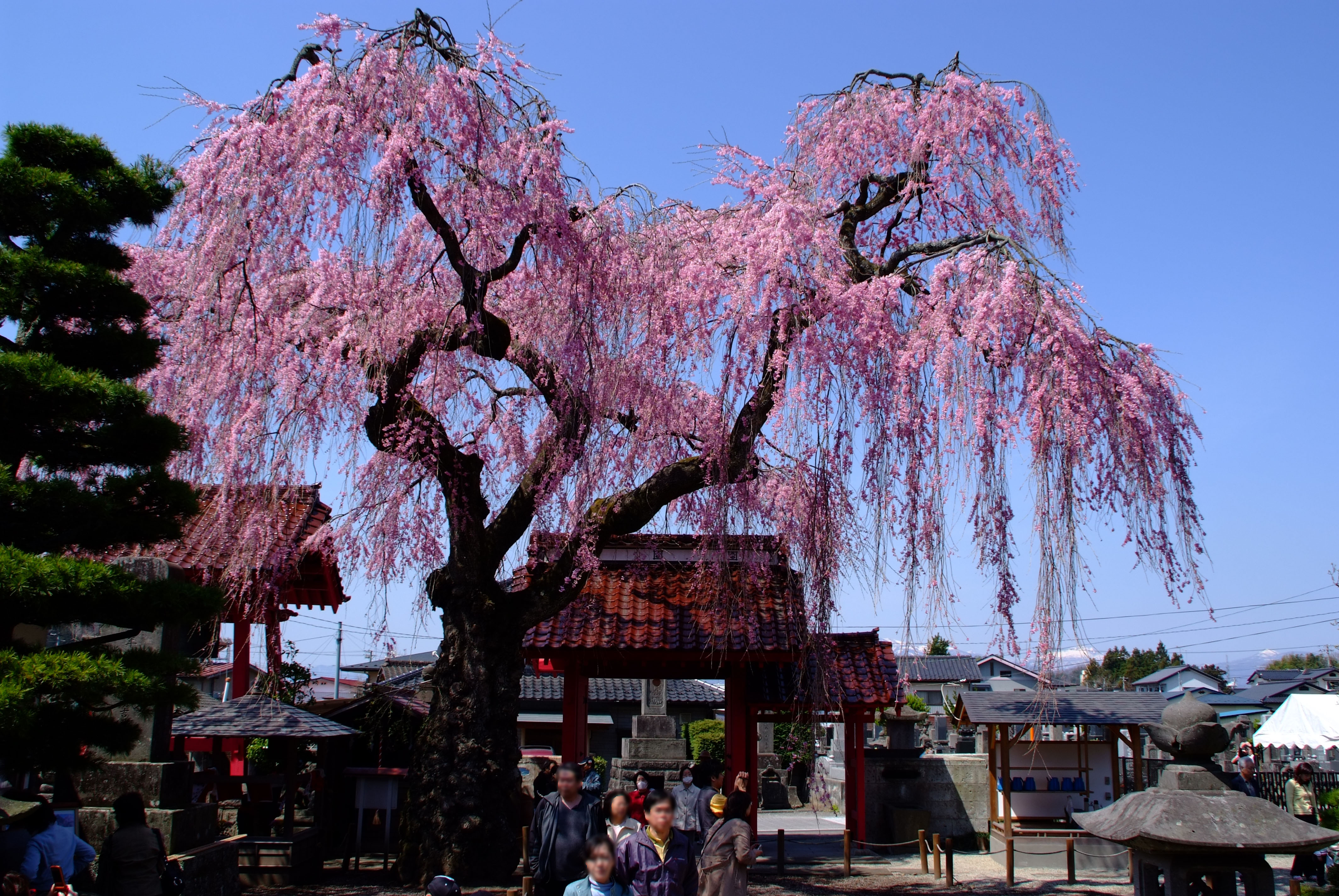
乙姫桜（福島県白河市）
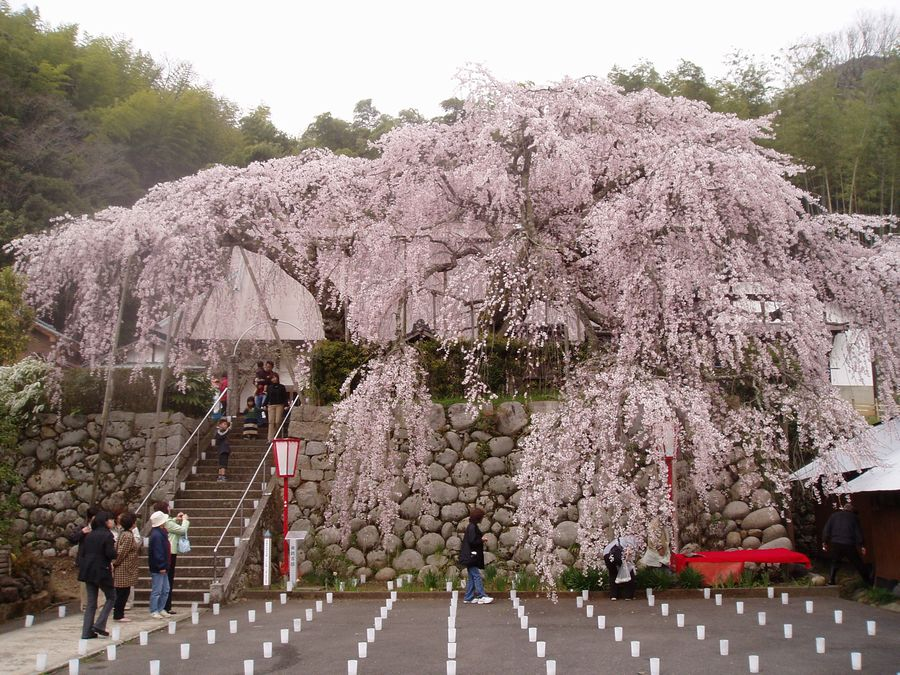
吉田のしだれ桜
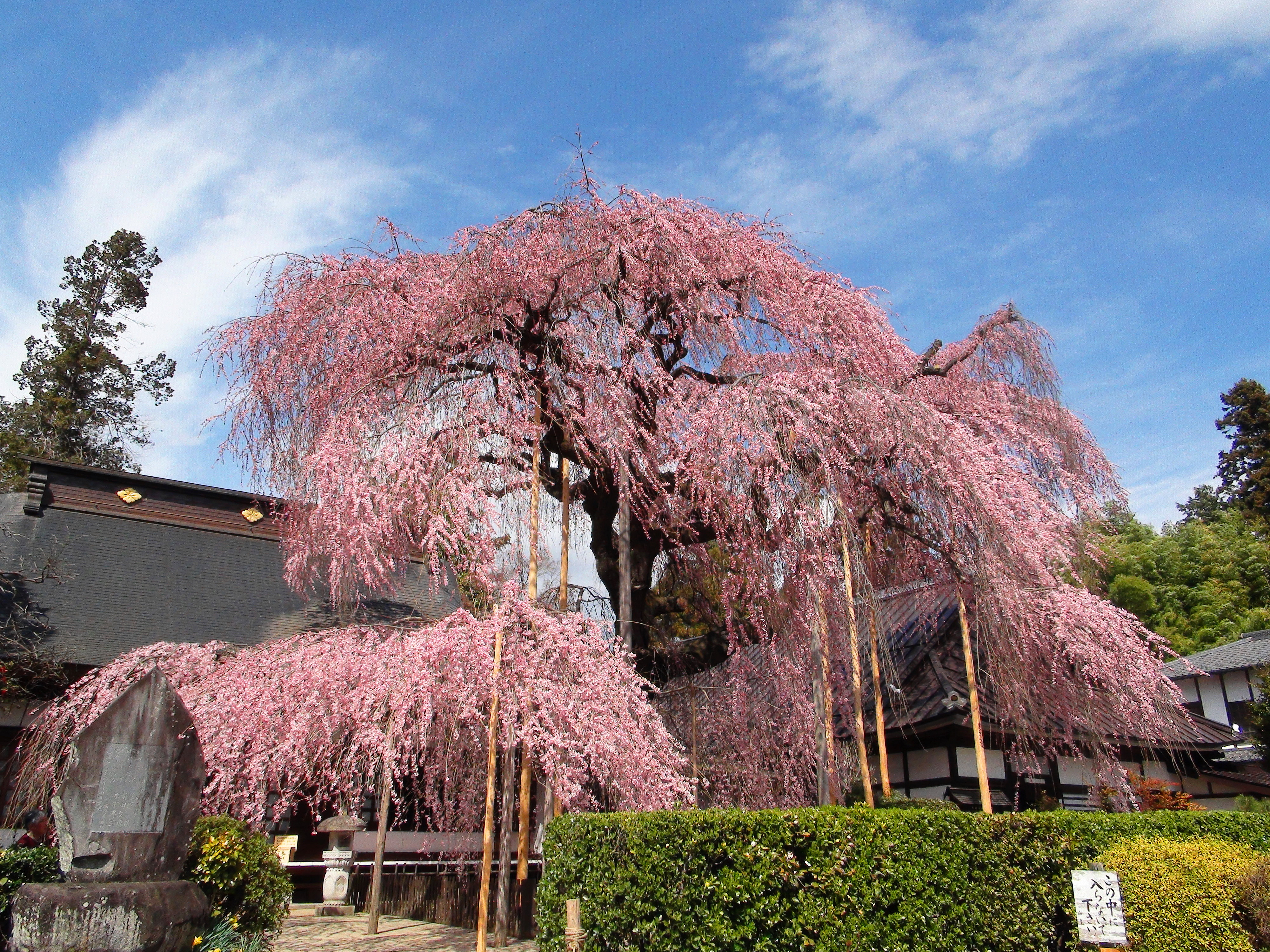
慈雲寺のイトザクラ
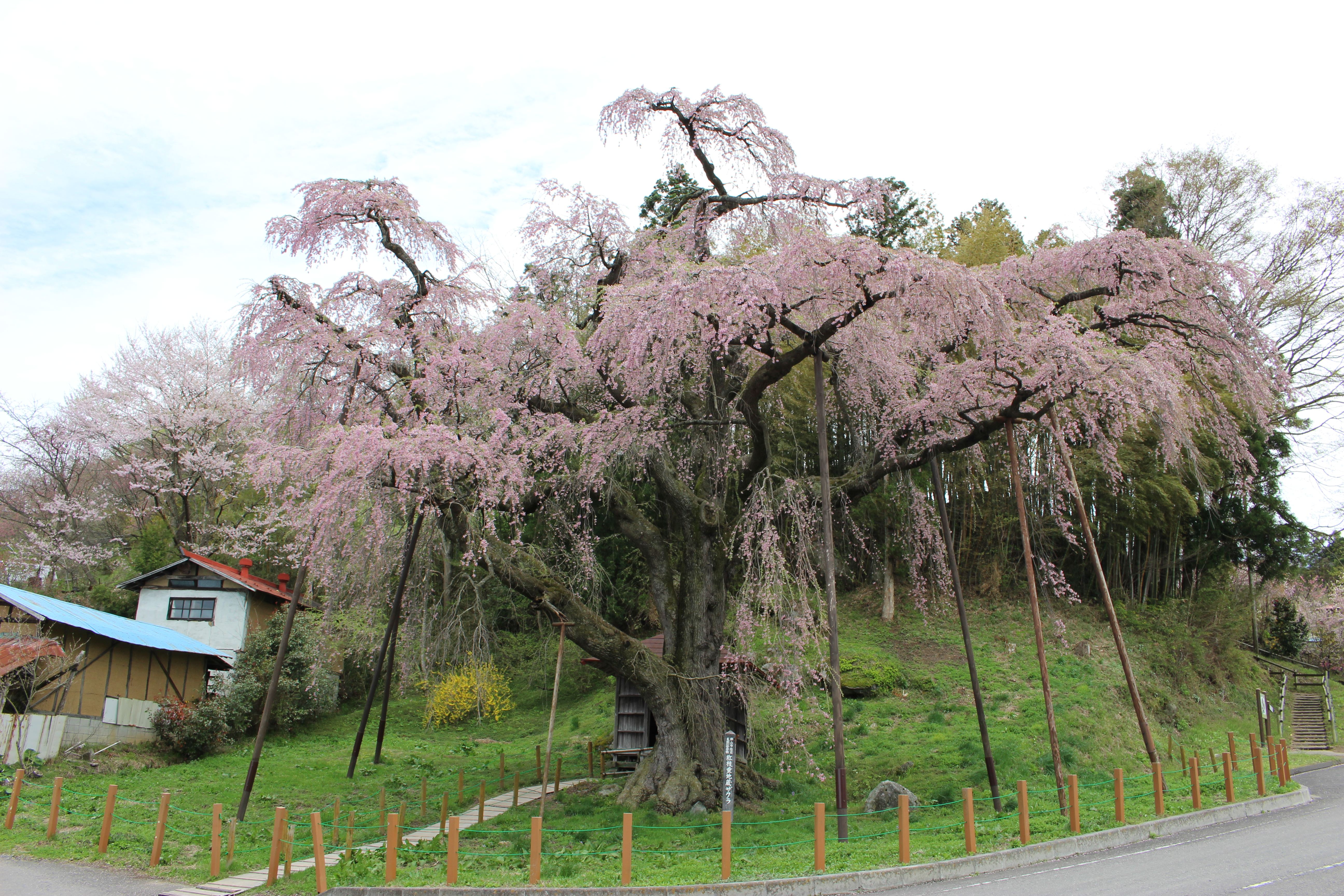
紅枝垂地蔵桜
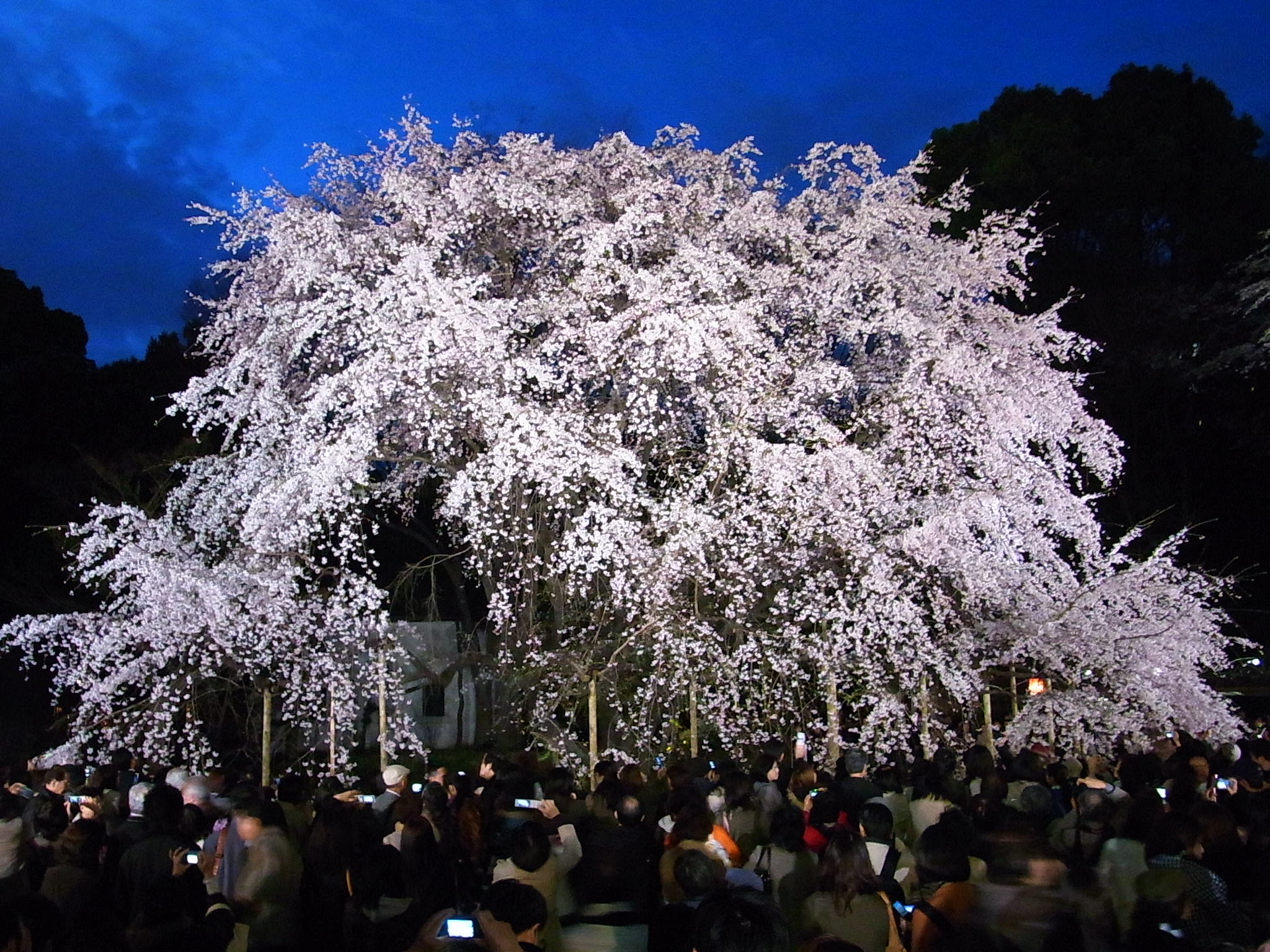
六義園の夜の枝垂桜
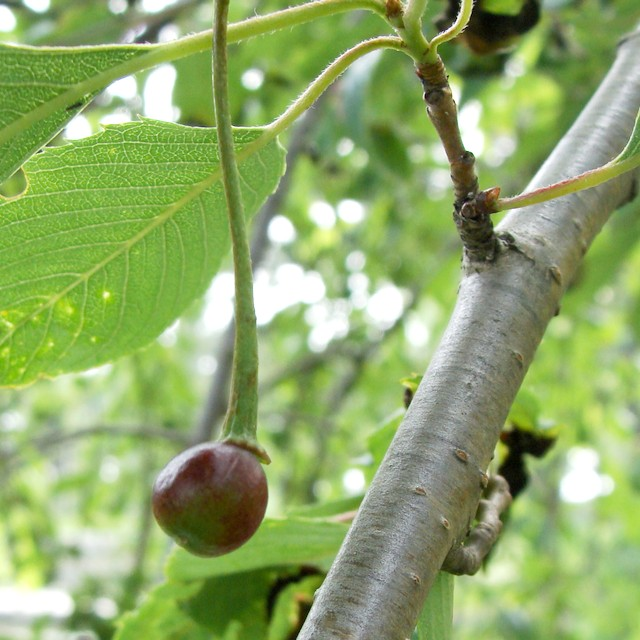
シダレザクラの実